# Приволжское (Ровенский район)
Приволжское — село в Ровенском районе Саратовской области России, административный центр Приволжского муниципального образования.
Основано как немецкая колония Куккус в 1767 году.
Население — 1577 (2010).

## Название
Историческое название было дано по имени первого старосты Абрама Куккуса. Известны также альтернативные названия Ной-Брабант и официально использовавшееся до революции Вольское.

## История
Основано как немецкая колония Куккус 26 июня 1767 года. Вызывательская колония Леруа и Питета. Основатели — 53 семьи из Изенбурга, Пфальца и Баварии. Колония относилась к Тарлыцкому колонистскому округу (с 1871 года — Тарлыцкой волости, с 1881 года — Степновской волости) Новоузенского уезда Самарской губернии.
Реформатско-лютеранское село. Евангелические приходы Мессер, Куккус (с 1820). Часть жителей — баптисты.
В 1774 году колония разграблена пугачёвцами.
Во второй половине XIX века были построены паровая и пять ветряных мельниц, два горчичных и два маслобойных завода. На берегу Волги начали работу пароходная и хлебная пристани, перевоз на правый берег. В 1871 году открыто земское училище.
С 1918 года в составе Тарлыкской волости (с 1920 года — Тарлыкского района) Ровненского уезда Трудовой коммуны немцев Поволжья, с 1922 года — административный центр Вольского (Куккусского) кантона (с 1927 по 1935 год — в составе Зельманского кантона) АССР немцев Поволжья.
В голод 1921 года в селе родилось 118, умерли 176 человек. В 1926 году в селе имелись сельсовет, кооперативная лавка, сельскохозяйственное кредитное товарищество, начальная школа, библиотека, клуб. В 1930 году организована МТС. В 1928 году селу Вольское Зельманского кантона официально присвоено название Куккус.
28 августа 1941 года был издан Указ Президиума ВС СССР о переселении немцев, проживающих в районах Поволжья. Немецкое население депортировано в Сибирь и Казахстан, село, как и другие населённые пункты Куккусского кантона было включено в состав Саратовской области. Название было заменено на Волжское, впоследствии на современное Приволжское.

## Физико-географическая характеристика
Село находится в Низком Заволжье, относящемся к Восточно-Европейской равнине, на восточном берегу Волгоградского водохранилища. Высота центра населённого пункта — 53 метра над уровнем моря. В окрестностях населённого пункта распространены тёмно-каштановые почвы.
По автомобильным дорогам расстояние до районного центра посёлка Ровное составляет 45 км, до областного центра города Саратова — 59 км, до ближайшего города Энгельс — 52 км. У села проходит региональная автодорога Р226 (Волгоград — Энгельс — Самара)
Климат
Климат умеренный континентальный (согласно классификации климатов Кёппена — Dfa). Многолетняя норма осадков — 403 мм. Наибольшее количество осадков выпадает в июле — 42 мм, наименьшее в марте — 22 мм. Среднегодовая температура положительная и составляет + 6,8 °С, средняя температура самого холодного месяца января −9,8 °С, самого жаркого месяца июля +22,9 °С.
Часовой пояс
Приволжское, как и вся Саратовская область, находится в часовой зоне МСК+1. Смещение применяемого времени относительно UTC составляет +4:00.

## Население
Динамика численности населения
| 1767 | 1773 | 1788 | 1798 | 1816 | 1834 | 1850 | 1859 | 1871 | 1883 | 1889 | 1897 | 1904 | 1910 | 1920 | 1922 | 1923 | 1926 | 1931 |
| ---- | ---- | ---- | ---- | ---- | ---- | ---- | ---- | ---- | ---- | ---- | ---- | ---- | ---- | ---- | ---- | ---- | ---- | ---- |
| 187  | 181  | 228  | 315  | 343  | 826  | 1202 | 1524 | 1998 | 2226 | 2233 | 2419 | 3432 | 3334 | 2709 | 2228 | 3020 | 2731 | 2694 |

| 1939 | 2002  | 2010  |
| ---- | ----- | ----- |
| 3108 | ↘1739 | ↘1577 |

## Инфраструктура
В селе имеются отделение связи, больница, средняя общеобразовательная школа, дом культуры, крупная оросительная система, сельскохозяйственное предприятие «Волжское».